# Iago mangalorensis
Iago mangalorensis (Mustelus mangalorensis) — акула з роду Гладенька акула родини Куницеві акули. Інша назва «мангалурська гладенька акула». Назву отримала від міста Мангалур, неподалік від якого вперше впіймана науковцями.

## Опис
Загальна довжина досягає 57,6 см. На думку дослідників ця акула може бути більшої довжини, проте науково це не доведено. Зовнішністю схожа на Mustelus henlei і Mustelus mosis. Голова коротка. Морда звужена. Ніс помірно довгий, притуплений. Очі великі, їх довжина становить 3,34 % загальної довжини тіла, овальні, з мигальною перетинкою. За ними розташовані невеличкі бризкальця. Верхні губні борозни довші за нижні. Рот доволі довгий. Зуби загострені та асиметричні, з 3 верхівками, з яких центрально є довгою і гострою, бокові — крихітні. Верхівки на нижній щелепі мають нахил назад. У неї 5 пар зябрових щілин, з дві останні пари розташовані над грудними плавцями. Тулуб стрункий. Грудні плавці широкі. Має 2 спинних плавця з увігнутим заднім краєм, з яких передній більше за задній. Відстань між спинними плавцями становить 26,86 % загальної довжини акули. Передній спинний плавець трикутної форми, розташовано позаду грудних плавців. задній починається перед анальним плавцем і закінчується навпроти нього. Черевні плавці середнього розміру. Анальний плавець маленький, високий. Хвостовий плавець гетероцеркальний.
Забарвлення спини коричневе з райдужно-бронзовим відтінком. Черево сірувато-білого кольору.

## Спосіб життя
Тримається на глибині до 200 м, на континентальному шельфі. Живиться ракоподібними, молюсками, а також дрібною костистою рибою.
Це живородна акула. Стосовно процесу парування і розмноження на тепер немає відомостей.

## Розповсюдження
Мешкає біля узбережжя штату Карнатака (Індія).